# Herzwerk II
Herzwerk II è un album in studio del gruppo musicale industrial metal tedesco Megaherz, pubblicato nel 2002.

## Tracce
1. Herzblut – 5:18
2. Glas und Tränen – 3:55
3. I.M. Rumpelstilzchen – 4:31
4. 5. März – 4:17
5. F.F.F. (Flesh For Fantasy) (Billy Idol cover) – 5:25
6. Hand auf's Herz – 3:59
7. Zu den Sternen – 5:14
8. Licht II (Instrumental) – 2:08
9. Heute schon gelebt? – 3:51
10. An deinem Grab' – 6:57
11. Perfekte Droge – 4:27
12. Spiel' nicht... – 4:41
13. Gold – 5:11
14. Es brennt – 4:03